# Jabłoń

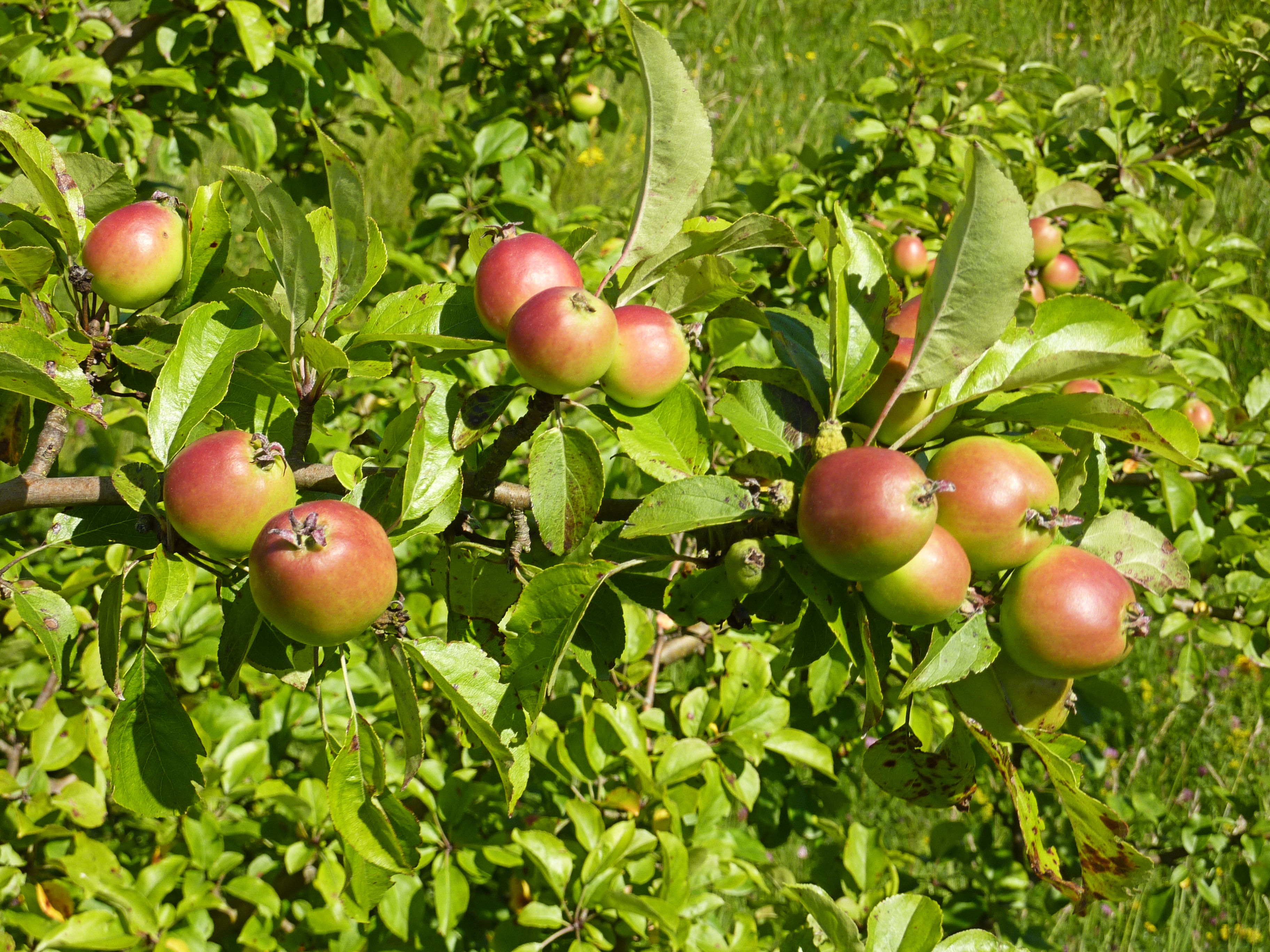

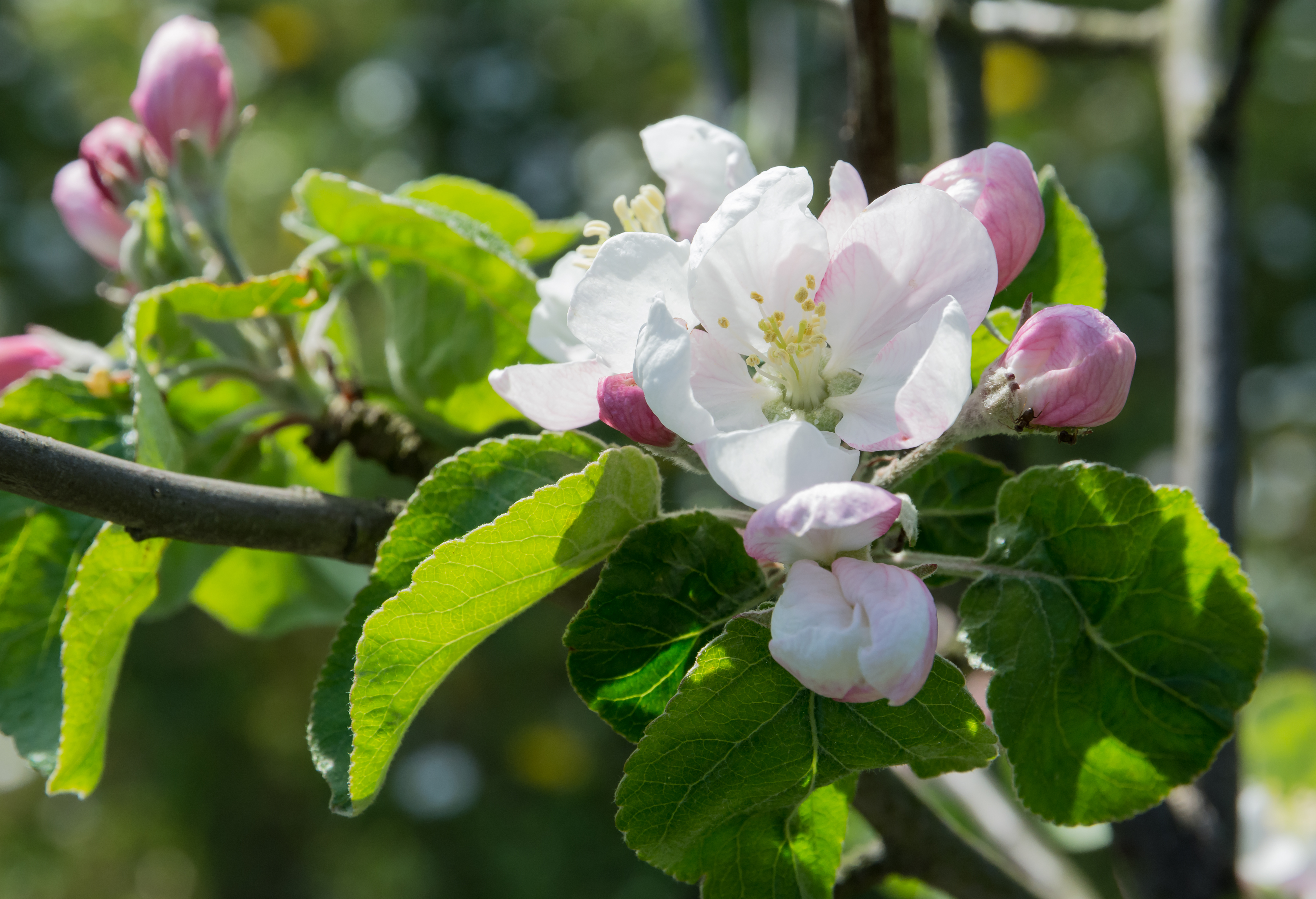
Kwiatostan jabłoni

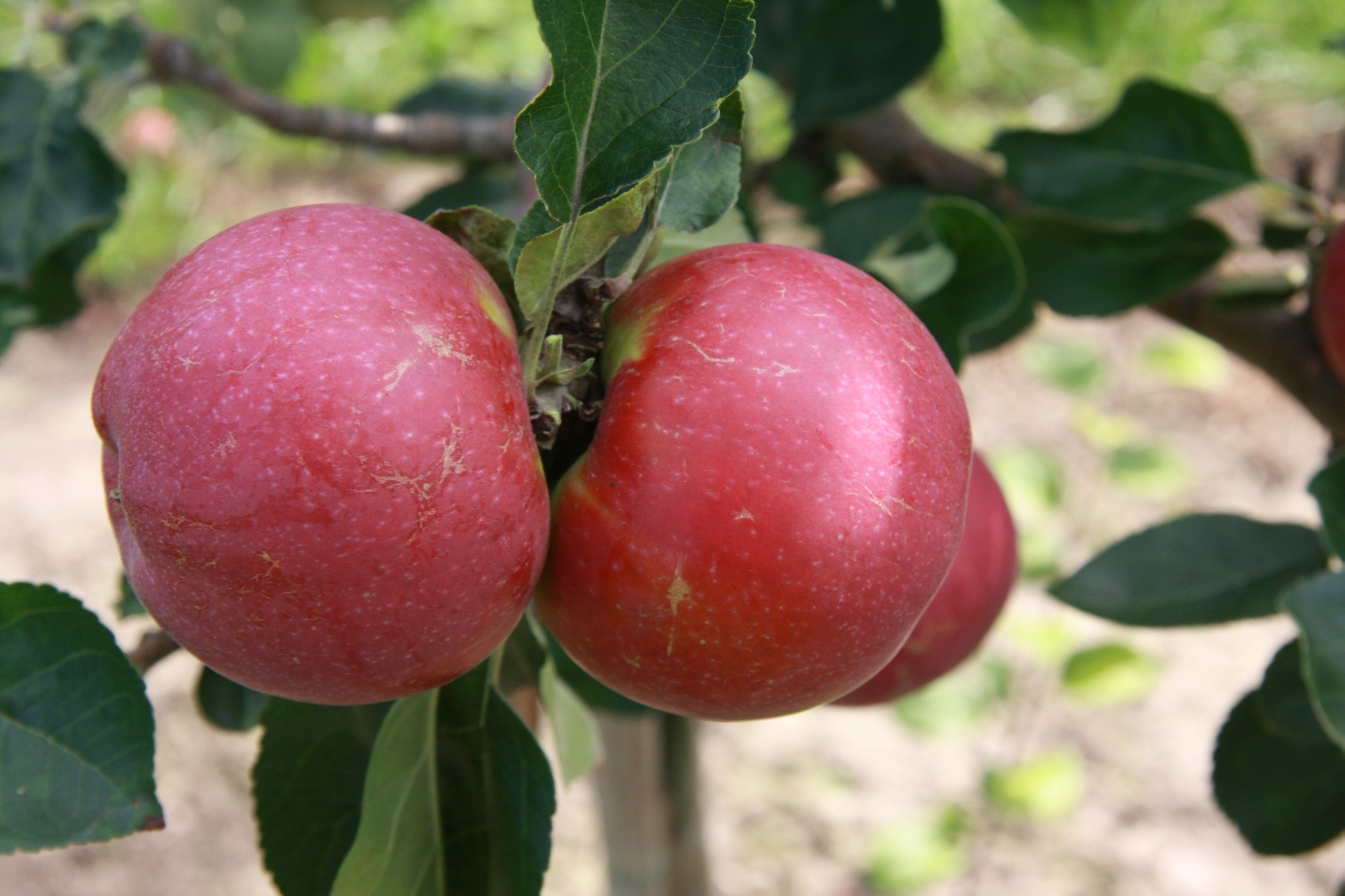
Owoce odmiany uprawnej 'Lobo'

Jabłoń (Malus Mill.) – rodzaj roślin wieloletnich należący do rodziny różowatych. Obejmuje w zależności od ujęcia ok. 25, 32 do 55 gatunków. Zasięg rodzaju obejmuje strefę klimatu umiarkowanego na półkuli północnej. W Polsce występuje dziko tylko jeden gatunek rodzimy – jabłoń dzika Malus sylvestris, zwana też płonką. Liczne gatunki z rodzaju są uprawiane. Jabłoń domowa Malus domestica jest popularną rośliną sadowniczą dla jadalnych owoców – jabłek. Gatunek ten rozprzestrzeniony w uprawie rośnie też w wielu obszarach jako zdziczały, także w Polsce. Inne gatunki wykorzystywane są jako rośliny ozdobne, źródło surowca drzewnego, wykorzystywane są też leczniczo.

## Morfologia
PokrójKrzewy i drzewa osiągające do 20 m wysokości, zwykle z jednym, prostym pniem, czasem z kolejnymi tworzonymi z odrostów korzeniowych. Pędy zwykle są nieuzbrojone w ciernie, zróżnicowane na długo- i krótkopędy, nagie lub owłosione.
LiścieSezonowe, u niektórych gatunków zimotrwałe, skrętoległe, pojedyncze i ogonkowe. Wsparte są przylistkami nasadą przyrastającymi do ogonków i odpadającymi, kształtu jajowatego do równowąskiego, czasem nitkowate. Blaszka całobrzega, piłkowana (także gruczołowato) do klapowanej, czasem orzęsiona. Ma kształt jajowaty, eliptyczny do lancetowatego. Jest skórzasta lub cienka, naga lub owłosiona. Osiąga od 2 do 12 cm długości. Liście często są zróżnicowane – liście na długopędach i młodociane często są większe i silniej wcinane niż te z krótkopędów.
KwiatyWyrastają na końcach pędów (zwykle krótkopędów) skupione po 2–12 w baldachogrona i grona wsparte podsadkami i przysadkami. Kwiaty są szypułkowe z miseczkowatym lub dzwonkowatym hypancjum, nagim lub owłosionym. Działek kielicha jest 5, są one odgięte lub rozpostarte, trójkątne, jajowate do lancetowatych. Płatków korony jest 5 (więcej bywa u M. halliana), są one białe, różowe do czerwonych i mają one kształt od zaokrąglonego do podługowatego. Pręcików jest od 15 do 50, zwykle są one krótsze lub podobnej długości jak płatki, ich nitki są białe, a pylniki żółte. Zalążnia jest dolna, złożona z 3–5 owocolistków, w każdym powstają dwa zalążki. Szyjek słupka jest tyle ile owocolistków, są one nagie lub owłosione.
OwoceJabłkowate, potocznie nazywane jabłkiem. Przeważnie kuliste, czasem nieco spłaszczone lub wydłużone, zielone, żółte, czerwone lub żółte z rumieńcami. U form dzikich osiągają do 5, rzadko 7 cm średnicy, u odmian uprawnych zwykle większe. Działki kielicha i szyjki słupków odpadają lub są trwałe i zachowują się na owocu.

## Systematyka
Pozycja systematyczna
Rodzaj z plemienia Pyreae, podrodziny Spiraeoideae (dawniej Pomoideae) z rodziny różowatych Rosaceae, rzędu różowców Rosales w obrębie kladu różowych obejmującego część roślin okrytonasiennych. W szerokim ujęciu należą tu jako sekcje wyłączane jako odrębne rodzaje w ujęciach wąskich: Chloromeles (Decne.) Decne., Docynia Decne., Docyniopsis (C. K. Schneid.) Koidz., Prameles Rushforth, Sinomalus Koidz..
Wykaz gatunków
- Malus angustifolia (Aiton) Michx.
- Malus asiatica Nakai
- Malus baccata (L.) Borkh. – jabłoń jagodowa
- Malus coronaria (L.) Mill. – jabłoń pachnąca
- Malus crescimannoi Raimondo
- Malus daochengensis C.L.Li
- Malus domestica (Suckow) Borkh. – jabłoń domowa (w tym: jabłoń niska M. pumila, jabłoń Niedźwieckiego M. sieversii)
- Malus × floribunda Siebold ex Van Houtte – jabłoń kwiecista
- Malus fusca (Raf.) C.K.Schneid.
- Malus halliana Koehne – jabłoń Halliana
- Malus honanensis Rehder
- Malus hupehensis (Pamp.) Rehder
- Malus ioensis (Alph.Wood) Britton
- Malus jinxianensis J.Q.Deng & J.Y.Hong
- Malus × kaido (Wenz.) Pardé
- Malus kansuensis (Batalin) C.K.Schneid.
- Malus komarovii (Sarg.) Rehder
- Malus leiocalyca S.Z.Huang
- Malus mandshurica (Maxim.) Kom. ex Skvortsov
- Malus muliensis T.C.Ku
- Malus ombrophila Hand.-Mazz.
- Malus orientalis Uglitzk.
- Malus × platycarpa Rehder – jabłoń płaskoowocowa
- Malus prattii (Hemsl.) C.K.Schneid.
- Malus prunifolia (Willd.) Borkh. – jabłoń śliwolistna
- Malus × purpurea Rehder – jabłoń purpurowa
- Malus rockii Rehder
- Malus × scheideckeri Späth ex Zabel – jabłoń Scheideckera
- Malus sikkimensis (Wenz.) Koehne
- Malus × soulardii (L.H.Bailey) Britton
- Malus spectabilis (Aiton) Borkh.
- Malus spontanea (Makino) Makino
- Malus sylvestris (L.) Mill. – jabłoń dzika
- Malus toringo (Siebold) de Vriese
- Malus toringoides (Rehder) Hughes
- Malus transitoria (Batalin) C.K.Schneid.
- Malus turkmenorum Juz. & Popov
- Malus yunnanensis (Franch.) C.K.Schneid.
- Malus × zumi (Matsum.) Rehder

## Zastosowanie
- Drzewo owocowe: w uprawie liczne gatunki, spośród których największe znaczenie użytkowe ma jabłoń domowa (Malus domestica), znana z licznych odmian uprawnych (zobacz: Lista odmian jabłoni).
- Drewno jabłoni używane jest w stolarce
- Roślina ozdobna: kilka gatunków jabłoni uprawianych jest w Polsce jako rośliny ozdobne (głównie ze względu na swoje kwiaty i owoce).

## Znaczenie kulturowe
W mitologii celtyckiej jabłoń miała dawać schronienie duszom zmarłych. W centrum Avalonu w celtyckich zaświatach ma rosnąć jabłoń posiadająca jednocześnie kwiaty i owoce. Zjedzenie jabłka z tej jabłoni miało dawać wieczną młodość i nieśmiertelność. W mitologii greckiej występują natomiast jabłonie rosnące w sadzie nimf Hesperyd rodzące złote jabłka dające nieśmiertelność. Natomiast w chrześcijaństwie jabłko utożsamiane jest z grzechem.